# Titularbistum Tulana
Tulana ist ein Titularbistum der römisch-katholischen Kirche.
Es geht zurück auf einen untergegangenen Bischofssitz in der gleichnamigen antiken Stadt, die in der römischen Provinz Africa proconsularis (heute nördliches Tunesien) lag. Der Bischofssitz war der Kirchenprovinz Karthago zugeordnet.
| Titularbischöfe von Tulana |                              |                                             |                    |                  |
| Nr.                        | Name                         | Amt                                         | von                | bis              |
| 1                          | Joseph Bonhomme OMI          | Apostolischer Vikar in Lesotho              | 25. April 1933     | 6. August 1973   |
| 2                          | Salvatore De Giorgi          | Weihbischof in Oria (Italien)               | 21. November 1973  | 17. März 1978    |
| 3                          | Manuel Sobreviñas            | Weihbischof in Manila (Philippinen)         | 7. April 1979      | 25. Februar 1993 |
| 4                          | Patrick O’Donoghue           | Weihbischof in Westminster (Großbritannien) | 18. Mai 1993       | 5. Juni 2001     |
| 5                          | Heinrich Timmerevers         | Weihbischof in Münster (Deutschland)        | 6. Juli 2001       | 29. April 2016   |
| 6                          | Otacílio Ferreira de Lacerda | Weihbischof in Belo Horizonte (Brasilien)   | 21. Dezember 2016  | 19. Juni 2019    |
| 7                          | Oleksandr Jaslowezkyj        | Weihbischof in Kiew-Schytomyr (Ukraine)     | 18. September 2019 |                  |